# Ваду-Моцилор (комуна)
Ваду-Моцилор (рум. Vadu Moților) — комуна у повіті Алба в Румунії. До складу комуни входять такі села (дані про населення за 2002 рік):
- Бодешть (154 особи)
- Бурзешть (43 особи)
- Ваду-Моцилор (203 особи) — адміністративний центр комуни
- Вилторі (56 осіб)
- Дялу-Фрумос (275 осіб)
- Лезешть (45 осіб)
- Некшешть (202 особи)
- Подурі-Брічешть (160 осіб)
- Попештій-де-Жос (111 осіб)
- Попештій-де-Сус (144 особи)
- Томуцешть (119 осіб)
- Тоцешть (46 осіб)

Комуна розташована на відстані 327 км на північний захід від Бухареста, 58 км на північний захід від Алба-Юлії, 64 км на південний захід від Клуж-Напоки.

## Населення
За даними перепису населення 2002 року у комуні проживали 1558 осіб, усі — румуни. Усі жителі комуни рідною мовою назвали румунську.
Склад населення комуни за віросповіданням:
| Релігія       | Кількість осіб | Відсоток |
| ------------- | -------------- | -------- |
| православні   | 1489           | 95,6%    |
| баптисти      | 18             | 1,2%     |
| не релігійні  | 6              | 0,4%     |
| адвентисти    | 5              | 0,3%     |
| п'ятдесятники | 4              | 0,3%     |
| бретрени      | 4              | 0,3%     |